# Джудіт Янг
Джудіт (Рубін) Янг (англ. Judith Sharn Young, до шлюбу — Рубін, англ. Rubin; 15 вересня 1952, Вашингтон — 23 травня 2014 р.) — американська вчена-фізик, астроном і педагог. Американське фізичне товариство нагородило Янг першою премією Марії Гепперт-Маєр як кращу з молодих фізиків у світі в 1986 році. Астроном Нік Сковілл з CalTech про Янг: «Її новаторські дослідження галактичної структури включали деякі з найбільш ранніх відображень емісії СО в галактиках, за якими слідували найкрупніші дослідження молекулярного газу і формування зірок у сусідніх галактиках».

## Життєпис
Джудіт Янг народилася у Вашингтоні, округ Колумбія, в родині астрономки Вери Рубін і математичного біофізика Роберта Рубіна.
В шлюбі з Майклом Янгом (з 1975 по 1990 рік) народила доньку Лору.
Померла в 2014 році від ускладнень, зумовлених множинною мієломою, з якою боролася протягом 8 років.

## Наукова діяльність
Джудіт Янг здобула бакалаврський ступінь з астрономії в Гарвардському університеті, який закінчила з відзнакою. Здобула MS і Ph.D. з фізики в Університеті Міннесоти.
Джудіт Янг отримувала післядокторську стипендію на UMass в 1979 році, співпрацюючи з Nick Z. Scoville в дослідженні, в якому вчені вимірювали холодний газ і вміст окису вуглецю в галактиках. Пара зробила відкриття, що розподіл світла і газу пропорційний в галактиках. Американське астрономічне товариство присудило Янг премію Енні Дж. Кеннон в галузі астрономії за цю роботу в 1982 році.
Янг стала доценткою в Массачусетському університеті в Емгерсті в 1985 році, а в 1993 році — професоркою. Опублікувала понад 130 статей, була наставницею 5 кандидатів наук, а також керувала 15 дослідницькими проектами.
Найвідоміший проект Янг — Sunwheel. Мета дослідниці у ньому полягала в наближенні астрономії до землі і до вивчення цієї науки на пустинній ділянці за футбольним стадіоном в коледжі UMass-Amherst.
На додаток до академічної роботи, Янг добровільно виступила в коледжі UMass-Amherst.